# 장영기 (축구 선수)
장영기(2003년 3월 4일 ~ )는 대한민국의 축구 선수로, 포지션은 미드필더이다. 현재 K리그2 성남 FC 소속이다. 미국 출생으로 미국 국적도 가지고 있다.